# Az Igen, drágám! epizódjainak listája
Ez a cikk az Igen, drágám! című sorozat epizódjait tartalmazza.

## Évados áttekintés
| Évad | Évad | Epizódok | Eredeti sugárzás     | Eredeti sugárzás  | Eredeti adó |
| Évad | Évad | Epizódok | Évadpremier          | Évadfinálé        | Eredeti adó |
| ---- | ---- | -------- | -------------------- | ----------------- | ----------- |
|      | 1    | 24       | 2000. október 2.     | 2001. május 14.   | CBS         |
|      | 2    | 24       | 2001. szeptember 24. | 2002. május 13.   | CBS         |
|      | 3    | 24       | 2002. szeptember 23. | 2003. május 19.   | CBS         |
|      | 4    | 24       | 2003. szeptember 22. | 2004. május 24.   | CBS         |
|      | 5    | 11       | 2005. február 16.    | 2005. május 18.   | CBS         |
|      | 6    | 15       | 2005. szeptember 14. | 2006. február 15. | CBS         |

## 1. évad (2000-2001)
| Sor. | Év. | Cím                                              | Rendező           | Író                                                          | Premier            | Nézettség    |
| ---- | --- | ------------------------------------------------ | ----------------- | ------------------------------------------------------------ | ------------------ | ------------ |
| 1.   | 1.  | Pilot                                            | Andrew D. Weyman  | Alan Kirschenbaum és Gregory Thomas Garcia                   | 2000. október 2.   | 14,63 milliő |
| 2.   | 2.  | Weaning Isn't Everything                         | Andrew D. Weyman  | Bobby Bowman és Douglas Lieblein                             | 2000. október 9.   | 14,72 millió |
| 3.   | 3.  | The Good Couple                                  | Richard Correll   | Alan Kirschenbaum és Gregory Thomas Garcia                   | 2000. október 16.  | 14,74 millió |
| 4.   | 4.  | You Wanna?                                       | Steven Levitan    | Alan Kirschenbaum és Gregory Thomas Garcia                   | 2000. október 23.  | 13,23 millió |
| 5.   | 5.  | Father-in-Law                                    | Andrew D. Weyman  | Alan Kirschenbaum és Gregory Thomas Garcia                   | 2000. október 30.  | 13,17 millió |
| 6.   | 6.  | Greg's Big Day                                   | Richard Correll   | Diane Burroughs és Joey Gutierrez                            | 2000. november 6.  | 14,56 millió |
| 7.   | 7.  | Look Who's Not Talking                           | Mark Cendrowski   | Jane Milmore és Billy Van Zandt                              | 2000. november 13. | 13,52 millió |
| 8.   | 8.  | Jimmy Gets a Job                                 | Gail Mancuso      | Diane Burroughs és Joey Gutierrez                            | 2000. november 20. | 14,15 millió |
| 9.   | 9.  | Arm-prins                                        | Gail Mancuso      | Alan Kirschenbaum és Gregory Thomas Garcia                   | 2000. november 27. | 12,83 millió |
| 10.  | 10. | Talk Time                                        | Jeff Meyer        | Erika Kaestle és Douglas Lieblein                            | 2000. december 4.  | 13,31 millió |
| 11.  | 11. | All I Want for Christmas Is My Dead Uncle's Cash | Steven Levitan    | Paige Bernhardt és Bobby Bowman                              | 2000. december 18. | 13,70 millió |
| 12.  | 12. | Where There's a Will, There's a Waiver           | Gail Mancuso      | Bobby Bowman és Paige Bernhardt                              | 2001. január 8.    | 13,66 millió |
| 13.  | 13. | Jimmy's Jimmy                                    | Mark Cendrowski   | Diane Burroughs és Joey Gutierrez                            | 2001. január 29.   | 15,34 millió |
| 14.  | 14. | Kiss and Yell                                    | Mark Cendrowski   | Alan Kirschenbaum és Gregory Thomas Garcia                   | 2001. február 5.   | 14,49 millió |
| 15.  | 15. | The Big Snip                                     | Jeff Meyer        | Dan Cross és David Hoge                                      | 2001. február 12.  | 12,76 millió |
| 16.  | 16. | Moon Over Kindergarten                           | Mark Cendrowski   | Bobby Bowman és Douglas Lieblein                             | 2001. február 19.  | 12,35 millió |
| 17.  | 17. | Doctor, Doctor                                   | Mark Cendrowski   | Michael Feldman                                              | 2001. február 26.  | 12,91 millió |
| 18.  | 18. | Greg: Don't Leave Home Without Him               | Richard Correll   | Paige Bernhardt és Erika Kaestle                             | 2001. március 12.  | 14,56 millió |
| 19.  | 19. | The Daddies Group                                | Mark Cendrowski   | Diane Burroughs és Joey Gutierrez                            | 2001. március 19.  | 13,87 millió |
| 20.  | 20. | Mr. Fix It                                       | Jay Kleckner      | Történet: Carol Blankenship Tévéjáték: Gregory Thomas Garcia | 2001. április 9.   | 13,68 millió |
| 21.  | 21. | Kim Just Wants to Have Fun                       | Michael Zinberg   | Alan Kirschenbaum és Gregory Thomas Garcia                   | 2001. április 16.  | 11,98 millió |
| 22.  | 22. | No Room to Spare                                 | John Tracy        | Diane Burroughs és Joey Gutierrez                            | 2001. április 30.  | 10,98 millió |
| 23.  | 23. | Worst in Show                                    | Alan Kirschenbaum | Gregory Thomas Garcia                                        | 2001. május 7.     | 11,66 millió |
| 24.  | 24. | Jimmy and the Amazing Technicolor Dream Boat     | Mark Cendrowski   | Bobby Bowman és Jamie Rhonheimer                             | 2001. május 14.    | 10,53 millió |

## 2. évad (2001-2002)
| Sor. | Év. | Cím                                      | Rendező           | Író                                                                                        | Premier              | Nézettség    |
| ---- | --- | ---------------------------------------- | ----------------- | ------------------------------------------------------------------------------------------ | -------------------- | ------------ |
| 25.  | 1.  | Who's on First                           | Mark Cendrowski   | Bobby Bowman és Jamie Rhonheimer                                                           | 2001. szeptember 24. | 15,18 millió |
| 26.  | 2.  | Christine's Journey                      | Alan Kirschenbaum | Diane Burroughs és Joey Gutierrez                                                          | 2001. október 1.     | 14,35 millió |
| 27.  | 3.  | Guarding Greg                            | Jeff Meyer Linda  | Videtti Figueiredo és Erika Kaestle                                                        | 2001. október 8.     | 14,11 millió |
| 28.  | 4.  | Baby Fight Club                          | Mark Cendrowski   | Erik Shapiro és Patrick McCarthy                                                           | 2001. október 15.    | 15,72 millió |
| 29.  | 5.  | The Ticket                               | John Tracy        | Peter Noah                                                                                 | 2001. október 22.    | 14,44 millió |
| 30.  | 6.  | Halloween                                | Mark Cendrowski   | Történet: Jane Milmore és Billy Van Zandt Tévéjáték: Alan Kirschenbaum                     | 2001. október 29.    | 13,89 millió |
| 31.  | 7.  | The Good Dad                             | Mark Cendrowski   | Erika Kaestle és Linda Videtti Figueiredo                                                  | 2001. november 5.    | 14,25 millió |
| 32.  | 8.  | Kentucky Top Hat                         | Andrew Tsao       | Diane Burroughs és Joey Gutierrez                                                          | 2001. november 12.   | 14,21 millió |
| 33.  | 9.  | Guess Who's Not Coming to Dinner         | Jeff Meyer        | Bobby Bowman és Michael Pennie                                                             | 2001. november 19.   | 14,64 millió |
| 34.  | 10. | Are We There Yet?                        | John Tracy        | Gregory Thomas Garcia                                                                      | 2001. november 26.   | 16,55 millió |
| 35.  | 11. | A Complicated Plot                       | Jeff Meyer        | Gregory Thomas Garcia                                                                      | 2001. december 17.   | 17,29 millió |
| 36.  | 12. | One Fish, Two Fish, Dead Fish, Blue Fish | John Tracy        | Gregory Thomas Garcia                                                                      | 2002. január 7.      | 15,62 millió |
| 37.  | 13. | You're Out... of Dreams                  | Mark Cendrowski   | Történet: Fred Shafferman és Neil Lebowitz Tévéjáték: Erik Shapiro és Patrick McCarthy     | 2002. január 14.     | 14,67 millió |
| 38.  | 14. | Favorite Son                             | Jay Kleckner      | Bobby Bowman és Jamie Rhonheimer                                                           | 2002. január 28.     | 12,44 millió |
| 39.  | 15. | Walk Like a Man                          | Mark Cendrowski   | David Hoge és Dan Cross                                                                    | 2002. február 4.     | 13,31 millió |
| 40.  | 16. | Greg's New Friend                        | John Tracy        | Michael A. Mariano                                                                         | 2002. február 25.    | 14,22 millió |
| 41.  | 17. | Room for Improvement                     | John Tracy        | Bobby Bowman és Michael Pennie                                                             | 2002. március 4.     | 15,67 millió |
| 42.  | 18. | Johnny Ampleseed                         | Ken Whittingham   | Történet: Fred Shafferman és Neil Lebowitz Tévéjáték: Alan Kirschenbaum                    | 2002. március 25.    | 17,07 millió |
| 43.  | 19. | Dances with Couch                        | Mark Cendrowski   | Gregory Thomas Garcia                                                                      | 2002. április 8.     | 12,08 millió |
| 44.  | 20. | Greg's Promotion                         | Mark Cendrowski   | Diane Burroughs és Joey Gutierrez                                                          | 2002. április 15.    | 10,06 millió |
| 45.  | 21. | The Ring                                 | John Tracy        | Gregory Thomas Garcia és Alan Kirschenbaum                                                 | 2002. április 22.    | 11,06 millió |
| 46.  | 22. | Jimmy's Got Balls                        | Mark Cendrowski   | Erik Shapiro és Patrick McCarthy                                                           | 2002. április 29.    | 11,73 millió |
| 47.  | 23. | Vegas Vacation                           | Mark Cendrowski   | Gregory Thomas Garcia                                                                      | 2002. május 6.       | 11,99 millió |
| 48.  | 24. | Making Baby                              | Jeff Meyer        | Történet: Kristine Carey és Michael Carey Tévéjáték: Bobby Bowman és Gregory Thomas Garcia | 2002. május 13.      | 11,91 millió |

## 3. évad (2002-2003)
| Sor. | Év. | Cím                           | Rendező         | Író                                                                    | Premier              | Nézettség    |
| ---- | --- | ----------------------------- | --------------- | ---------------------------------------------------------------------- | -------------------- | ------------ |
| 49.  | 1.  | Spanks, But No Spanks         | Mark Cendrowski | Bobby Bowman és Michael Pennie                                         | 2002. szeptember 23. | 15,03 millió |
| 50.  | 2.  | Nitpicking                    | Mark Cendrowski | David Duclon                                                           | 2002. szeptember 30. | 14,43 millió |
| 51.  | 3.  | Sammy's Independence Day      | John Tracy      | Danny Smith és Chris Sheridan                                          | 2002. október 7.     | 13,77 millió |
| 52.  | 4.  | House of the Rising Son       | John Tracy      | Erika Kaestle és Michael A. Mariano                                    | 2002. október 14.    | 14,71 millió |
| 53.  | 5.  | Kim's New Nanny               | Jeff Meyer      | Patrick McCarthy és Erik Shapiro                                       | 2002. október 21.    | 14,44 millió |
| 54.  | 6.  | Mr. Big Shot                  | Jeff Meyer      | Danny Smith                                                            | 2002. október 28.    | 15,06 millió |
| 55.  | 7.  | Wife Swapping                 | Ed. Weinberger  | Chris Sheridan                                                         | 2002. november 4.    | 14,01 millió |
| 56.  | 8.  | Make Every Second Count       | Mark Cendrowski | Linda Videtti Figueiredo és Jamie Rhonheimer                           | 2002. november 11.   | 14,24 millió |
| 57.  | 9.  | Jimmy Saves the Day           | Mark Cendrowski | Erik Shapiro és Patrick McCarthy                                       | 2002. november 18.   | 13,55 millió |
| 58.  | 10. | We're Having a Baby           | Mark Cendrowski | Gregory Thomas Garcia és Alan Kirschenbaum                             | 2002. november 25.   | 14,06 millió |
| 59.  | 11. | Home Is Where the Heart Isn't | Mark Cendrowski | Bobby Bowman és Jamie Rhonheimer                                       | 2002. december 16.   | 13,22 millió |
| 60.  | 12. | Trophy Husband                | Jeff Meyer      | Bobby Bowman és Michael Pennie                                         | 2003. január 6.      | 14,86 millió |
| 61.  | 13. | Space Jam                     | John Tracy      | Erika Kaestle és Jamie Rhonheimer                                      | 2003. január 20.     | 14,47 millió |
| 62.  | 14. | Let's Get Jaggy with It       | Mark Cendrowski | Gregory Thomas Garcia                                                  | 2003. február 3.     | 14,80 millió |
| 63.  | 15. | House of Cards                | Mark Cendrowski | Bobby Bowman és Linda Videtti Figueiredo                               | 2003. február 10.    | 14,01 millió |
| 64.  | 16. | Hustlin' Hughes               | Mark Cendrowski | Történet: Douglas Lieblein Tévéjáték: Patrick McCarthy és Erik Shapiro | 2003. február 17.    | 12,94 millió |
| 65.  | 17. | Flirtin' with Disaster        | Jay Kleckner    | Bobby Bowman és Michael A. Mariano                                     | 2003. február 24.    | 15,36 millió |
| 66.  | 18. | Savitsky's Beach House        | John Tracy      | Erik Shapiro és Patrick McCarthy                                       | 2003. március 10.    | 13,47 millió |
| 67.  | 19. | March Madness                 | Jeff Meyer      | Bobby Bowman és Danny Smith                                            | 2003. március 31.    | 13,65 millió |
| 68.  | 20. | Good Squirrel Hunting         | Jeff Meyer      | Történet: Michelle Stoker Tévéjáték: Gregory Thomas Garcia             | 2003. április 14.    | 13,73 millió |
| 69.  | 21. | Jimmy's Dumb                  | Jeff Meyer      | Steve Callaghan                                                        | 2003. április 28.    | 12,42 millió |
| 70.  | 22. | Sorority Girl                 | Mark Cendrowski | Bobby Bowman és Michael Pennie                                         | 2003. május 5.       | 12,62 millió |
| 71.  | 23. | Savitsky's Tennis Club        | Mark Cendrowski | Chris Sheridan                                                         | 2003. május 12.      | 12,28 millió |
| 72.  | 24. | When Jimmy Met Greggy         | Mark Cendrowski | Gregory Thomas Garcia és Alan Kirschenbaum                             | 2003. május 19.      | 12,04 millió |

## 4. évad (2003-2004)
| Sor. | Év. | Cím                        | Rendező           | Író                                                                                        | Premier              | Nézettség    |
| ---- | --- | -------------------------- | ----------------- | ------------------------------------------------------------------------------------------ | -------------------- | ------------ |
| 73.  | 1.  | Natural Born Delinquents   | Mark Cendrowski   | Danny Smith és Michael Pennie                                                              | 2003. szeptember 22. | 11,51 millió |
| 74.  | 2.  | Hooked on Comics           | Mark Cendrowski   | Patrick McCarthy és Jamie Rhonheimer                                                       | 2003. szeptember 29. | 11,79 millió |
| 75.  | 3.  | Spare Parts                | Mark Cendrowski   | Chris Sheridan és Michael Pennie                                                           | 2003. október 6.     | 10,02 millió |
| 76.  | 4.  | Speed Dating               | Miguel Higuera    | Danny Smith és Erika Kaestle                                                               | 2003. október 13.    | 10,93 millió |
| 77.  | 5.  | Big Brother-in-Law         | Alan Kirschenbaum | Linda Videtti Figueiredo                                                                   | 2003. október 20.    | 11,43 millió |
| 78.  | 6.  | Dominic's Buddy            | Jeff Meyer        | Bobby Bowman és Michael A. Mariano                                                         | 2003. október 27.    | 12,17 millió |
| 79.  | 7.  | Legoland                   | Mark Cendrowski   | Bobby Bowman és Linda Videtti Figueiredo                                                   | 2003. november 3.    | 11,36 millió |
| 80.  | 8.  | The Day of the Dolphin     | Mark Cendrowski   | Ralph Greene és Erika Kaestle                                                              | 2003. november 10.   | 11,68 millió |
| 81.  | 9.  | Jimmy and Chuck            | Mark Cendrowski   | Patrick McCarthy és Jamie Rhonheimer                                                       | 2003. november 17.   | 12,53 millió |
| 82.  | 10. | A Bunch of Ice Holes       | Jeff Meyer        | Jamie Rhonheimer és Patrick McCarthy                                                       | 2003. november 24.   | 11,59 millió |
| 83.  | 11. | Pimpin' Ain't Easy         | Jay Kleckner      | Bobby Bowman                                                                               | 2003. december 15.   | 11,56 millió |
| 84.  | 12. | Who Done It?               | Jeff Meyer        | Patrick McCarthy és Jamie Rhonheimer                                                       | 2004. január 5.      | 12,69 millió |
| 85.  | 13. | Greg Needs a Friend        | Jeff Meyer        | Történet: Deweyne Lamar Lee és Angela Yarbrough Tévéjáték: Alan Kirschenbaum               | 2004. január 12.     | 11,84 millió |
| 86.  | 14. | Big Jimmy Babysits         | John Tracy        | Bob Smiley                                                                                 | 2004. február 2.     | 11,66 millió |
| 87.  | 15. | Mama Said Knock You Out    | Mark Cendrowski   | Danny Smith és Michael A. Mariano                                                          | 2004. február 9.     | 11,56 millió |
| 88.  | 16. | Dead Aunt, Dead Aunt...    | John Tracy        | Történet: Lindsey Garcia Tévéjáték: Gregory Thomas Garcia                                  | 2004. február 16.    | 11,40 millió |
| 89.  | 17. | Greg and Jimmy's Criminals | Jeff Meyer        | Jamie Rhonheimer és Patrick McCarthy                                                       | 2004. február 23.    | 11,43 millió |
| 90.  | 18. | The Owner's Suite          | Jeff Meyer        | Bobby Bowman és Michael Pennie                                                             | 2004. március 1.     | 10,32 millió |
| 91.  | 19. | The Premiere               | Jeff Meyer        | Történet: Fred Shafferman és Neil Lebowitz Tévéjáték: Patrick McCarthy és Jamie Rhonheimer | 2004. március 22.    | 11,07 millió |
| 92.  | 20. | Kim and Gordon             | Mark Cendrowski   | Gregory Thomas Garcia                                                                      | 2004. április 19.    | 9,50 millió  |
| 93.  | 21. | A List Before Dying        | Jeff Meyer        | Ralph Greene és Danny Smith                                                                | 2004. május 3.       | 8,91 millió  |
| 94.  | 22. | Couples Therapy            | Mark Cendrowski   | Christopher Vane                                                                           | 2004. május 10.      | 9,37 millió  |
| 95.  | 23. | Shirley Cooks with Love    | Jeff Meyer        | Gregory Thomas Garcia                                                                      | 2004. május 17.      | 8,25 millió  |
| 96.  | 24. | Living with Savitsky       | Mark Cendrowski   | Erika Kaestle és Chris Sheridan                                                            | 2004. május 24.      | 10,42 millió |

## 5. évad (2005)
| Sor. | Év. | Cím                            | Rendező         | Író                                                                                        | Premier           | Nézettség    |
| ---- | --- | ------------------------------ | --------------- | ------------------------------------------------------------------------------------------ | ----------------- | ------------ |
| 97.  | 1.  | I Wish That I Had Sammy's Girl | Mark Cendrowski | Gregory Thomas Garcia                                                                      | 2005. február 16. | 8,77 millió  |
| 98.  | 2.  | Jimmy Has Changed              | Jeff Meyer      | Történet: Kimberly Joy Kessler és Michelle Wendt Tévéjáték: Ralph Greene és Michael Pennie | 2005. február 23. | 9,00 millió  |
| 99.  | 3.  | Headshot                       | Jeff Meyer      | Perry Rein és Gigi McCreery                                                                | 2005. március 2.  | 9,93 millió  |
| 100. | 4.  | High School Reunion            | Jeff Meyer      | Erika Kaestle és Patrick McCarthy                                                          | 2005. március 9.  | 9,08 millió  |
| 101. | 5.  | Greg's New Assistant           | Jeff Meyer      | Történet: Deweyne Lamar Lee és Angela Yarbrough Tévéjáték: Bob Smiley és Jamie Rhonheimer  | 2005. március 16. | 10,41 millió |
| 102. | 6.  | Won't Ask, Won't Tell          | Jeff Meyer      | Ralph Greene, Erika Kaestle és Patrick McCarthy                                            | 2005. március 30. | 9,66 millió  |
| 103. | 7.  | The New Neighbors              | Jeff Meyer      | Erika Kaestle és Patrick McCarthy                                                          | 2005. április 6.  | 9,68 millió  |
| 104. | 8.  | Tree Hugger                    | Jeff Meyer      | Bobby Bowman                                                                               | 2005. április 13. | 7,27 millió  |
| 105. | 9.  | Senior Olympics                | Jeff Meyer      | Jamie Rhonheimer                                                                           | 2005. április 20. | 8,64 millió  |
| 106. | 10. | A Little Breathing Room        | Jeff Meyer      | Michael Pennie                                                                             | 2005. április 25. | 8,74 millió  |
| 107. | 11. | Broken by the Mold             | Jeff Meyer      | Történet: Hunter Covington Tévéjáték: Gregory Thomas Garcia                                | 2005. május 18.   | 9,45 millió  |

## 6. évad (2005-2006)
| Sor. | Év. | Cím                         | Rendező         | Író                                                    | Premier              | Nézettség   |
| ---- | --- | --------------------------- | --------------- | ------------------------------------------------------ | -------------------- | ----------- |
| 108. | 1.  | The Radford Reshuffle       | Jay Kleckner    | Bob Smiley és Michael A. Mariano                       | 2005. szeptember 14. | 4,27 millió |
| 109. | 2.  | Greg's a Mooch              | Mark Cendrowski | Erika Kaestle és Patrick McCarthy                      | 2005. szeptember 21. | 7,19 millió |
| 110. | 3.  | Dominic's First Date        | Mark Cendrowski | Erika Kaestle és Patrick McCarthy                      | 2005. szeptember 28. | 8,74 millió |
| 111. | 4.  | On Your Marks, Get Set, Mow | Mark Cendrowski | Gigi McCreery és Perry Rein                            | 2005. október 5.     | 6,79 millió |
| 112. | 5.  | Barbecue                    | Jeff Meyer      | Ralph Greene és Michael A. Mariano                     | 2005. október 12.    | 8,76 millió |
| 113. | 6.  | Jimmy from the Block        | Jeff Meyer      | Eric Zicklin                                           | 2005. október 19.    | 7,56 millió |
| 114. | 7.  | Baby, Baby Not              | Jeff Meyer      | Bob Stevens                                            | 2005. november 2.    | 7,62 millió |
| 115. | 8.  | Jimmy the Teacher           | Liza Snyder     | Gigi McCreery és Perry Rein                            | 2005. november 9.    | 8,78 millió |
| 116. | 9.  | Marital Aid                 | Mark Cendrowski | Erika Kaestle és Patrick McCarthy                      | 2005. november 23.   | 8,30 millió |
| 117. | 10. | Jimmy Sponsors a Vacation   | Mark Cendrowski | Melissa Carter és Bob Smiley                           | 2005. december 14.   | 7,96 millió |
| 118. | 11. | Christine the Spy           | Miguel Higuera  | Bob Smiley és Melissa Carter                           | 2006. január 11.     | 8,40 millió |
| 119. | 12. | Quitters Never Dance        | Jeff Meyer      | Bobby Bowman és Michael A. Mariano                     | 2006. január 18.     | 7,13 millió |
| 120. | 13. | The Guinness World Record   | Jeff Meyer      | Történet: John C. Nelson Tévéjáték: Michael A. Mariano | 2006. január 25.     | 7,38 millió |
| 121. | 14. | The Limo                    | Jeff Meyer      | Patrick McCarthy és Erika Kaestle                      | 2006. február 1.     | 6,70 millió |
| 122. | 15. | Should I Bring a Jacket?    | Mike O'Malley   | Eric Zicklin                                           | 2006. február 15.    | 6,48 millió |